# Plaza Kvinna
Plaza Kvinna är en svensk månatlig modetidning med kvinnliga läsare i åldern 20–45 år. Tidskriften grundades 1994 och ges ut av Plaza Publishing Group AB. Tidningens redaktion består av chefredaktör Caroline Thörnholm, art director Staffan Frid, moderedaktör Kajsa Svensson och skönhetsredaktör Susanne Barnekow.  
Varje månad har Plaza Kvinna 107 000 läsare (Orvesto 2018:3).

## Chefredaktör
Frida Boisen 2006-2008